# Палец стопы

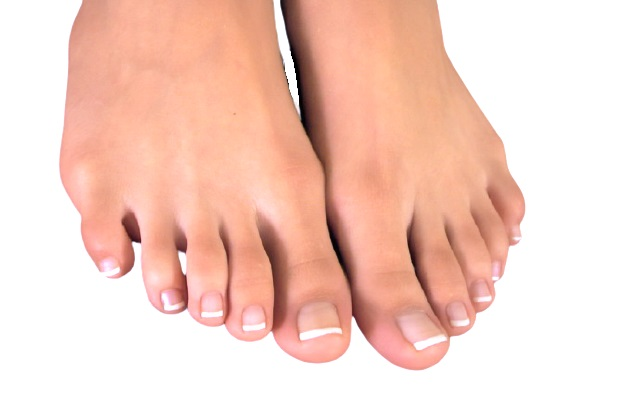
Пальцы ног

Па́льцы стопы́, па́льцы ноги́ — части стопы человека, которые являются наиболее дистальными по отношению к телу. Будучи важной частью двигательного аппарата, они во время передвижения (ходьбы и бега) вместе со стопой выдерживают вес тела, перемещают его и помогают сохранять равновесие при изменении положения центра тяжести.

## Описание

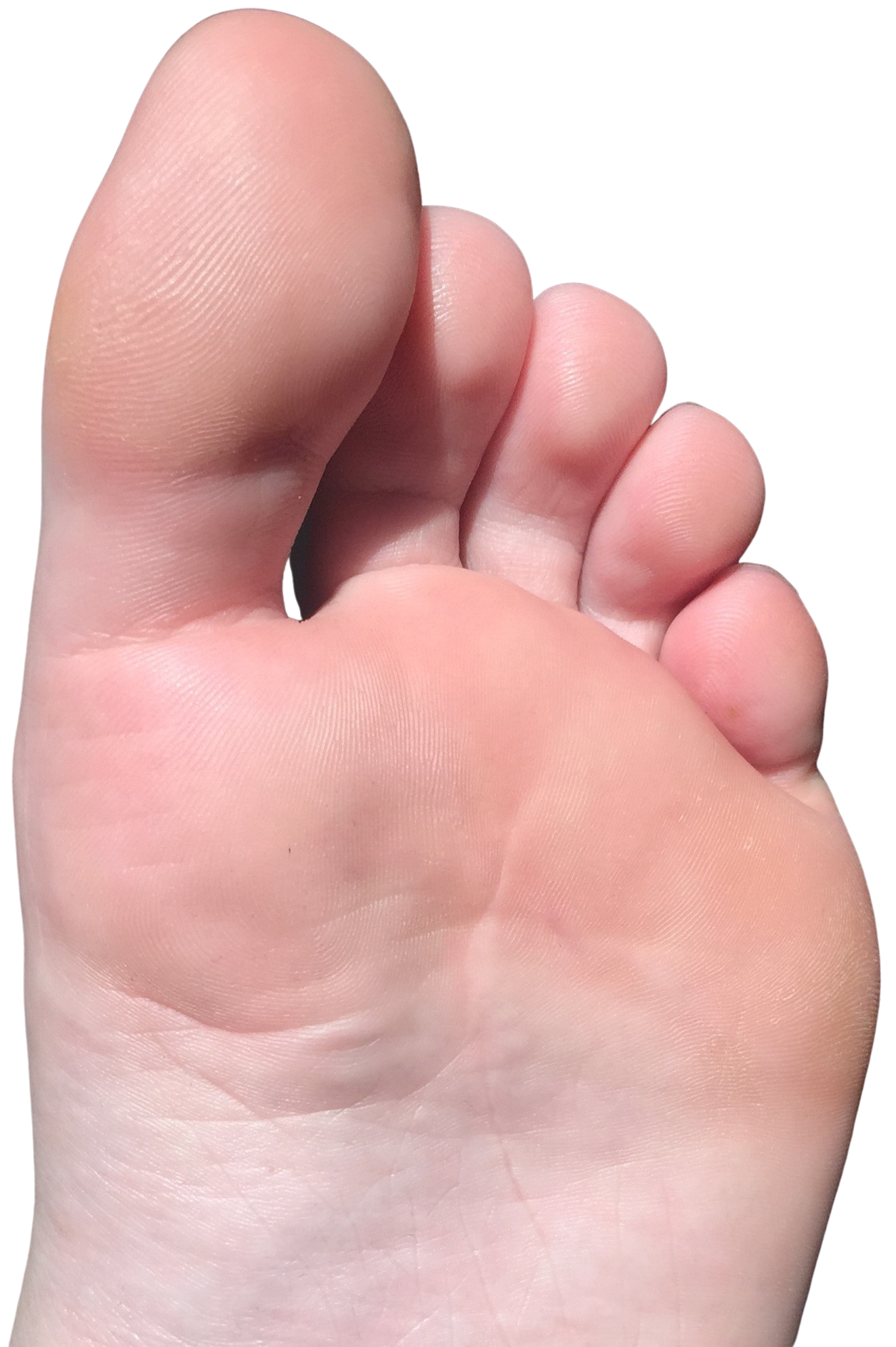
Подушечки пальцев ноги

У физически здорового человека на стопе пять пальцев. Крайние пальцы (I и V) называют так же, как аналогичные пальцы рук, то есть большой и мизинец, остальные - номерами, начиная с большого пальца..
Пальцы стопы выполняют важную функцию: без них человек не смог бы плавно и легко передвигаться — при ходьбе движение производится перекатыванием с пятки на носок.
Большой палец, внутренний, — самый широкий, мизинец — самый тонкий и короткий. У большинства людей строение костей пальцев ног таково, что они расположены по убывающей относительно большого пальца. Однако относительно нередко встречается и вариант строения стопы, при котором второй палец длиннее первого (большого), который укорочен по сравнению с нормой. В таких случаях употребляется термин «палец Мортона», поскольку первым описал такой тип стопы американский хирург-ортопед Дадли Джо Мортон (1884—1960).
С тыльной стороны стопы концы пальцев покрыты ногтями, представляющими собой защитные роговые пластины. С внутренней стороны стопы пальцы обладают мягкими подушечками. Пальцы ног менее подвижны, нежели пальцы рук. В процессе эволюции люди в связи с переходом на прямохождение и необходимостью поддерживать вес тела утратили противопоставленность больших пальцев на ногах, которая сохранилась у человекообразных обезьян, поскольку нижние конечности, как и верхние, используются этими приматами для хватания. Большие пальцы ног человека располагаются параллельно как друг другу, так и остальным пальцам.

## Скелет
В каждом из пальцев имеется внутренняя основа — несколько костей, которые называются фалангами. Между фалангами располагаются подвижные межфаланговые суставы. Фаланги пальцев ног отличаются от фаланг кисти небольшими размерами. Кроме большого пальца, имеющего только две фаланги: основную и концевую, — пальцы стоп, как и пальцы на руках, имеют три фаланги: основную, среднюю и концевую. Фаланги являются трубчатыми костями. В основании ближней к стопе фаланги (основной) находится уплощённая ямка, составляющая сустав с головкой, соответствующей плюсневой кости в стопе.

## Аномалии пальцев ноги
В норме у человека должно быть на ноге, как и на руке, пять пальцев. Но при наличии аномалий развития картина может быть иной, чем в норме.
- Синдактилия

Сращение нескольких пальцев в результате не наступившего их разъединения в процессе эмбрионального развития.
- Эктродактилия

Полное отсутствие или крайняя недоразвитость некоторых пальцев.
- Полидактилия

Большее число пальцев, чем в норме.

## Дактилоскопия
На подушечках пальцев ног, как и на руках, имеется уникальный узор, состоящий из концентрических борозд. Индивидуальность рисунка этих борозд так же позволяет идентифицировать человека по отпечаткам, как в случае с отпечатками пальцев рук. Узоры пальцев ног используют в роддомах для идентификации новорождённых, так как отпечатки на руках ещё недостаточно чёткие.

## Интересные факты
- Практикуется особый вид гадания — педомантия, — при котором производится «определение будущего» человека и/или его характера по линиям стоп и, в частности, по форме пальцев ног.
- При утрате больших пальцев на руках на их место возможно пересадить большие пальцы с ног, что даёт шанс частично восстановить деятельность рук[2][3].